# Garautha
Garautha é uma cidade e uma nagar panchayat no distrito de Jhansi, no estado indiano de Uttar Pradesh.

## Geografia
Garautha está localizada a 25° 34′ N, 79° 18′ L. Tem uma altitude média de 153 metros (501 pés).

## Demografia
Segundo o censo de 2001, Garautha tinha uma população de 8739 habitantes. Os indivíduos do sexo masculino constituem 53% da população e os do sexo feminino 47%. Garautha tem uma taxa de literacia de 61%, superior à média nacional de 59.5%: a literacia no sexo masculino é de 71% e no sexo feminino é de 49%. Em Garautha, 16% da população está abaixo dos 6 anos de idade.